# 杨雄 (1953年)
杨雄（1953年11月—2021年4月12日），男，汉族，生于江苏南汇（今属上海市浦东新区），籍贯浙江省杭州市，中华人民共和国政治人物。中国社会科学院研究生院研究生学历，经济学硕士学位，高级经济师职称。曾任中共上海市委副书记、上海市人民政府市长，是改革开放以来唯一一位双非（非中央委员，非中央候补委员）的上海市市长。杨雄是中共十八大代表，第十二届全国人大代表，第十三届全国政协常委，上海市第九、十届市委委员，上海市第八、九、十次党代表大会代表，上海市第十二、十三、十四届人大代表。

## 生平
杨雄1969年11月到云南西双版纳，成为云南思茅地区水利建设兵团水利一团一名插队知识青年，先后担任班长、副排长、排长。1974年10月起，历任云南省勐腊县勐满农场九分场四队排长、事务长、会计。
1977年，他参加了高考，考入北京林学院林业经济专业学习。1982年1月大学毕业后，分配到浙江省林业干部学校工作。同年9月，考入中国社会科学院研究生院农村经济系学习。1985年6月加入中国共产党，7月获经济学硕士学位。随后，进入上海市人民政府工作。历任市经济研究中心研究人员、主任科员、副处长。1988年4月，任上海实事公司综合信息部副经理。
1990年2月起，历任上海市计划委员会副处长、处长，市计委主任助理兼计划投资处处长，市计委副主任（1997年6月定为正局级），上海联和投资有限公司总经理、上海市信息投资股份有限公司董事长。
1999年3月，任上海航空公司董事长、上海航空股份有限公司监事会主席等职。
2001年2月，任上海市人民政府副秘书长；2003年2月，任上海市副市长；2007年5月起，任中共上海市委常委（至2012年5月）；2008年1月，任上海市常务副市长。
2012年12月20日，任中共上海市委副書記、市人民政府黨組書記。
自2012年12月26日起代理上海市市长，成为正部级干部，2013年2月1日当选上海市人民政府市长。
2017年1月17日，上海市第十四届人民代表大会第五次会议批准其辞任上海市人民政府市长一职。
2017年2月，任第十二届全国人大财经委员会副主任委员。2018年3月，任第十三届全国政协外事委员会副主任。同年12月，兼任中小企业合作及青年创业推动小组大陆方面召集人的杨雄来上海参加中小企业合作及青年创业推动小组分论坛期间，被网友发现孤身一人手拎马甲袋出现在复兴中路上。
2021年4月12日0时20分，杨雄因突发心脏病救治无效，于华山医院逝世。4月16日，楊雄遺體告別儀式在龙华殡仪馆舉行。

### 引用
1. 1 2  . 新浪. 2018-12-05  [2019-08-11]. （原始内容存档于2022-03-31）.
2. ↑  上海发布. . 新浪微博. 2012-12-20  [2017-10-22].
3. ↑  . 东方网. 2012-12-26  [2012-12-26]. （原始内容存档于2020-08-01）.
4. ↑  . 东方网. 2017-01-17  [2017-01-17]. （原始内容存档于2017-01-24）.
5. ↑  . 21CN.COM. 2017-02-24  [2017-02-24]. （原始内容存档于2017-02-24）.
6. ↑  . 人民网. 2018-05-29  [2019-08-11]. （原始内容存档于2018-12-07）.
7. ↑  . 新民网. 2018-12-06  [2019-08-11]. （原始内容存档于2018-12-07）.
8. ↑  时正. . 上观新闻 (解放日报社). 2021-04-12  [2021-04-12]. （原始内容存档于2021-04-12）.
9. ↑  .   [2021-04-16]. （原始内容存档于2021-04-17）.